# Terusan Menang
Terusan Menang is een bestuurslaag in het regentschap Ogan Komering Ilir van de provincie Zuid-Sumatra, Indonesië. Terusan Menang telt 4172 inwoners (volkstelling 2010).